# Элкинс Уайденер, Элеонора
Элеонора Элкинс Уайденер (англ. Eleanor Elkins Widener, 21 сентября 1861 — 13 июля 1937) — американская светская львица и филантроп. Является одной из выживших в катастрофе океанского лайнера, «Титаник», в 1912 году.

## Биография
Элеонора Элкинс Уайденер — дочь трамвайного магната, Уильяма Люкенса Элкинса. В 1883 году она вышла замуж за Джорджа Дантона Уайденера, сына делового партнёра своего отца. Она была известна как одна из самых красивых женщин в городе. Они жили в 110-комнатном особняке её тестя в Пенсильвании, Линнвуд-холле. В браке родились трое детей, Гарри Элкинс Уайденер, Джордж Дантон Уайденер-младший и Элеонора Уайденер Диксон.

### «Титаник»
В 1912 году Элеонора и её муж отправились в Париж со своим старшим сыном, Гарри, чтобы найти шеф-повара для своего нового отеля, Ritz-Carlton. 10 апреля они сели в Шербуре на океанский лайнер «Титаник», чтобы вернуться в США. Её муж, Джордж и сын, Гарри, а так же их камердинер погибли при крушении, а Элеонора и её горничная выжили.
Вскоре после этого Уайденер пожертвовала Гарвардскому университету мемориальную библиотеку своего сына, Гарри Элкинса Уайденера стоимостью 3,5 миллиона долларов, который увлекался редкими книгами. Она также восстановила протестантскую Епископальную церковь Святого Павла в Элкинс-парке, в районе Челтнем-Тауншип, в память о своём муже, Джордже Уайденере и передала научное здание стоимостью 300 000 долларов Потстауну, пенсильванской школе, которую Гарри Уайденер окончил в 1903 году. Единственный внук Джорджа Дантона Уайденера, Фитц Юджин Диксон - младший (1923—2006), стал филантропом и владельцем спортивных команд Филадельфии.

### Дальнейшая жизнь
На посвящении библиотеки в июне 1915 года Уайденер познакомилась с гарвардским профессором, Александром Гамильтоном Райсом-младшим, хирургом и известным южноамериканским исследователем. В октябре она вышла замуж за Райса, надев своё знаменитое ожерелье из жемчуга стоимостью 750 000 долларов, которое она спасла в катастрофе. Она покинула свой дом в Филадельфии, поскольку жила на три города, Ньюпорт, Нью-Йорке и Париж, а так же сопровождала Райса в его деловых поездках.
Во время одной из таких поездок Уайденер стала первой белой женщиной, которая прибыла в страну Рио-Негро, где она произвела большую сенсацию среди туземцев. «С ней обращались по-доброму, и смотрели с почтением. Туземцы осыпали ее подарками, она подружилась с женщинами племен, подарив им бусы, ножи и другие безделушки.»

### Смерть
Уайденер умерла в 1937 году в парижском магазине. Она оставила своё состояние в 11 миллионов долларов трасту Райса.